# Râul Ursoaia Mică
Râul Ursoaia Mică este un curs de apă, afluent al râului Prahova.

## Hărți
- Harta Munții Baiului  Arhivat în 15 iunie 2011, la Wayback Machine.
- Harta județului Prahova